# サターン衣装デザイン賞
サターン衣装デザイン賞（サターンいしょうデザインしょう、Saturn Award for Best Costumes）は、サターン賞の部門の一つ。第4回（1976年度）から設置された。

## 各年の結果

### 1970年代
- 1976年度（第4回）：『2300年未来への旅』 - ビル・トーマス
- 1977年度（第5回）：『スター・ウォーズ エピソード4/新たなる希望』 - John Mollo
- 1978年度（第6回）：『アイズ』 - テオーニ・V・アルドレッジ
- 1979年度（第7回）：『25世紀の宇宙戦士キャプテン・ロジャース』 - Jean-Pierre Dorl・c

### 1980年代
- 1980年度（第8回）：『ある日どこかで』 - Jean-Pierre Dorléac
- 1981年度（第9回）：『エクスカリバー』 - ボブ・リングウッド
- 1982年度（第10回）：『トロン』 - Eloise Jensson / ロザンナ・ノートン
- 1983年度（第11回）：『スター・ウォーズ エピソード6/ジェダイの帰還』 - アジー・ゲラード・ロジャース / Nilo Rodis-Jamero
- 1984年度（第12回）：『デューン/砂の惑星』 - ボブ・リングウッド
- 1985年度（第13回）：『レディホーク』 - Nan・Cecchi
- 1986年度（第14回）：『スタートレックIV 故郷への長い道』 - ロバート・フレッチャー
- 1987年度（第15回）：『プリンセス・ブライド・ストーリー』 - フィリス・ダルトン
- 1988年度（第16回）：『ウィロー』 - バーバラ・レイン
- 1989・90年度（第17回）：『トータル・リコール』 - エリカ・エデル・フィリップス

### 1990年代
- 1991年度（第18回）：『ロケッティア』 - マリリン・ヴァンス
- 1992年度（第19回）：『ドラキュラ』 - 石岡瑛子
- 1993年度（第20回）：『ホーカス ポーカス』 - メアリー・E・ヴォクト
- 1994年度（第21回）：『インタビュー・ウィズ・ヴァンパイア』 - サンディ・パウエル
- 1995年度（第22回）：『12モンキーズ』 - ジュリー・ウェイス
- 1996年度（第23回）：『スタートレック ファーストコンタクト』 - デボラ・エヴァートン
- 1997年度（第24回）：『スターシップ・トゥルーパーズ』 - エレン・マイロニック
- 1998年度（第25回）：『エバー・アフター』 - ジェニー・ビーヴァン
- 1999年度（第26回）：『スター・ウォーズ エピソード1/ファントム・メナス』- トリシャ・ビガー

### 2000年代
- 2000年度（第27回）：『X-メン』 - ルイーズ・ミンゲンバック
- 2001年度（第28回）：『ハリー・ポッターと賢者の石』 - ジュディアナ・マコフスキー
- 2002年度（第29回）：『スター・ウォーズ エピソード2/クローンの攻撃』 - トリシャ・ビガー、『ロード・オブ・ザ・リング/二つの塔』 - ナイラ・ディクソン / リチャード・テイラー
- 2003年度（第30回）：『パイレーツ・オブ・カリビアン/呪われた海賊たち』 - ペニー・ローズ
- 2004年度（第31回）：『スカイキャプテン ワールド・オブ・トゥモロー』 - ケヴィン・コンラン
- 2005年度（第32回）：『ナルニア国物語/第1章:ライオンと魔女』 - アイシス・マッセンデン
- 2006年度（第33回）：『王妃の紋章』 - 奚伸文（イー・チョンマン）
- 2007年度（第34回）：『スウィーニー・トッド フリート街の悪魔の理髪師』 - コリーン・アトウッド
- 2008年度（第35回）：『インディ・ジョーンズ/クリスタル・スカルの王国』 - メアリー・ゾフレス
- 2009年度（第36回）：『ウォッチメン』 - マイケル・ウィルキンソン

### 2010年代
- 2010年度（第37回）：『アリス・イン・ワンダーランド』 - コリーン・アトウッド
- 2011年度（第38回）：『マイティ・ソー』 - アレクサンドラ・バーン
- 2012年度（第39回）：『レ・ミゼラブル』 - パコ・デルガド（英語版）
- 2013年度（第40回）：『ハンガー・ゲーム2』 - Trish Summerville
- 2014年度（第41回）：『ドラキュラZERO』 - ナイラ・ディクソン
- 2015年度（第42回）：『アベンジャーズ/エイジ・オブ・ウルトロン』 - アレクサンドラ・バーン